# Liste der georgischen Orden und Ehrenzeichen

Wappen Georgiens

Diese Liste gibt einen Überblick über die georgischen Orden und Ehrenzeichen.

## Republik Georgien
- Orden des Nationalhelden
- Orden des Goldenen Vlies (Georgien)
- Siegesorden des hl. Georg

## Königreich Georgien
Bagration-Grusinsky:
- Königlicher Orden der Krone von Georgien
- Königlicher Orden des hl. David des Erbauers

Bagration-Moukhransky:
- Orden des Adlers von Georgien
- Orden der heiligen Tamara (Hausorden)